# لوکاس بوراگلیو
لوکاس بوراگلیو (انگلیسی: Lucas Bovaglio؛ زادهٔ ۱۹ آوریل ۱۹۷۹) بازیکن فوتبال اهل آرژانتین است.